# Oenopota tenuicostata
Oenopota tenuicostata é uma espécie de gastrópode do gênero Oenopota, pertencente a família Mangeliidae.